# Palais Péterffy
Le Palais Péterffy (en hongrois : Péterffy-palota) est un édifice de style baroque, situé dans le 5e arrondissement de Budapest, sur Március 15. tér. Surnommé parfois la Maison Krist (Kriszt-ház), on y trouve le restaurant Százéves étterem (« restaurant centenaire »), ouvert depuis 1831.